# Severus Ibn al-Muqaffa
Severus ibn al-Muqaffa (... – 987) è stato un vescovo cristiano orientale e storico egiziano, di religione copta, spesso confuso con Abd-Allāh Ibn al-Muqaffaʿ.

## Biografia
Noto anche come Severo (Severus) d'Al-Ushmunain, Severo vescovo di Al-Ushmunain, Severo d'Al'Ashmunein, Severo d'Ashmunein, Severo d'El-Eschmounein, Severo Ben al-Moqaffa, Severus Aschmoniensis, Sawiros Ibn Al-Muqafah, Sawirus, etc. fu vescovo copto di Ermopoli, nell'alto Egitto, intorno alla fine del X secolo.
Egli è noto come l'autore della Storia dei Patriarchi della Chiesa Copta di Alessandria che è considerata il testo ufficiale della storia del patriarcato alessandrino. L'opera a sua volta si ispira all'Historia Ecclesiastica Copta di autore anonimo, una traduzione frammentaria dei primi sette libri dell'Historia ecclesiastica di sant'Eusebio, che copre il periodo dall'Incarnazione di Gesù alla morte di Timoteo Aulero nel 477.

## Opere
- Lampo d'intelletto, in arabo مصباح الفكر.
- Storia dei Patriarchi della Chiesa Copta di Alessandria, in arabo تاريخ بطاركة كنيسة الإسكندرية القبطية. Questa si dice sia stata iniziata da Severus Ibn al-Mukaffa[4] e basata su fonti biografiche precedenti. Venne poi continuata da altri come Michael, vescovo di Tinnis (XI secolo, scritta in copto, che copre un periodo dall'880 al 1046), Mawhub ibn Mansur ibn Mufarrig, diacono di Alessandria e da papa Marco III di Alessandria (dal 1131 al 1167).
- Fisica dell'afflizione e la cura del dolore, in arabo طبّ الغمّ وشفاء الحزن.